# Lorris
Lorris is een gemeente in het Franse departement Loiret (regio Centre-Val de Loire). De plaats maakt deel uit van het arrondissement Montargis. Lorris telde op 1 januari 2022 3.002 inwoners.

## Geografie
De oppervlakte van Lorris bedroeg op 1 januari 2022 44,91 vierkante kilometer; de bevolkingsdichtheid was toen 66,8 inwoners per km².

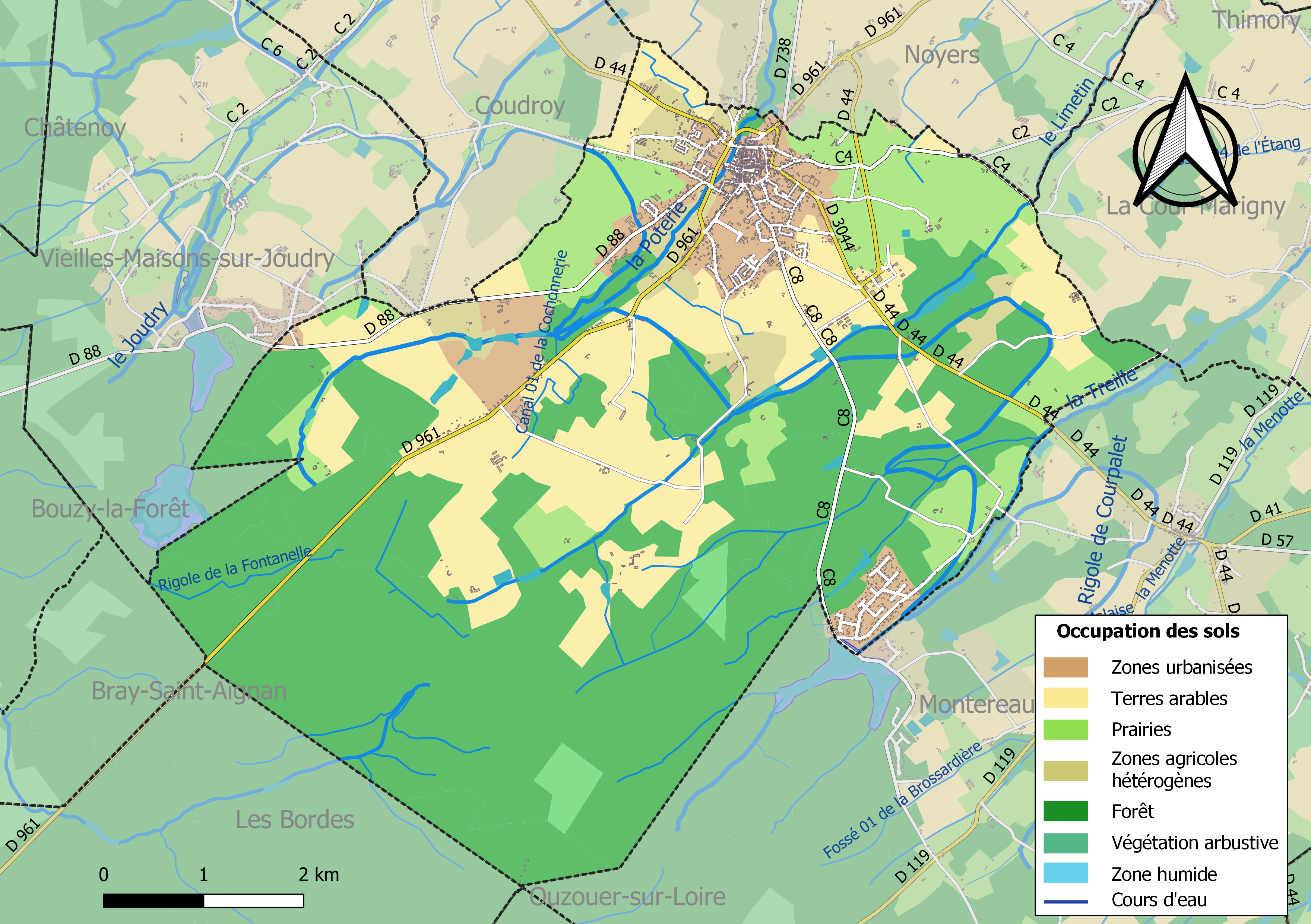
Kaart van de gemeente met de belangrijkste infrastructuur, bodemgebruik en omliggende gemeenten

## Demografie
Onderstaande figuur toont het verloop van het inwonertal (bron: INSEE-tellingen).